# Alterações climáticas na Austrália

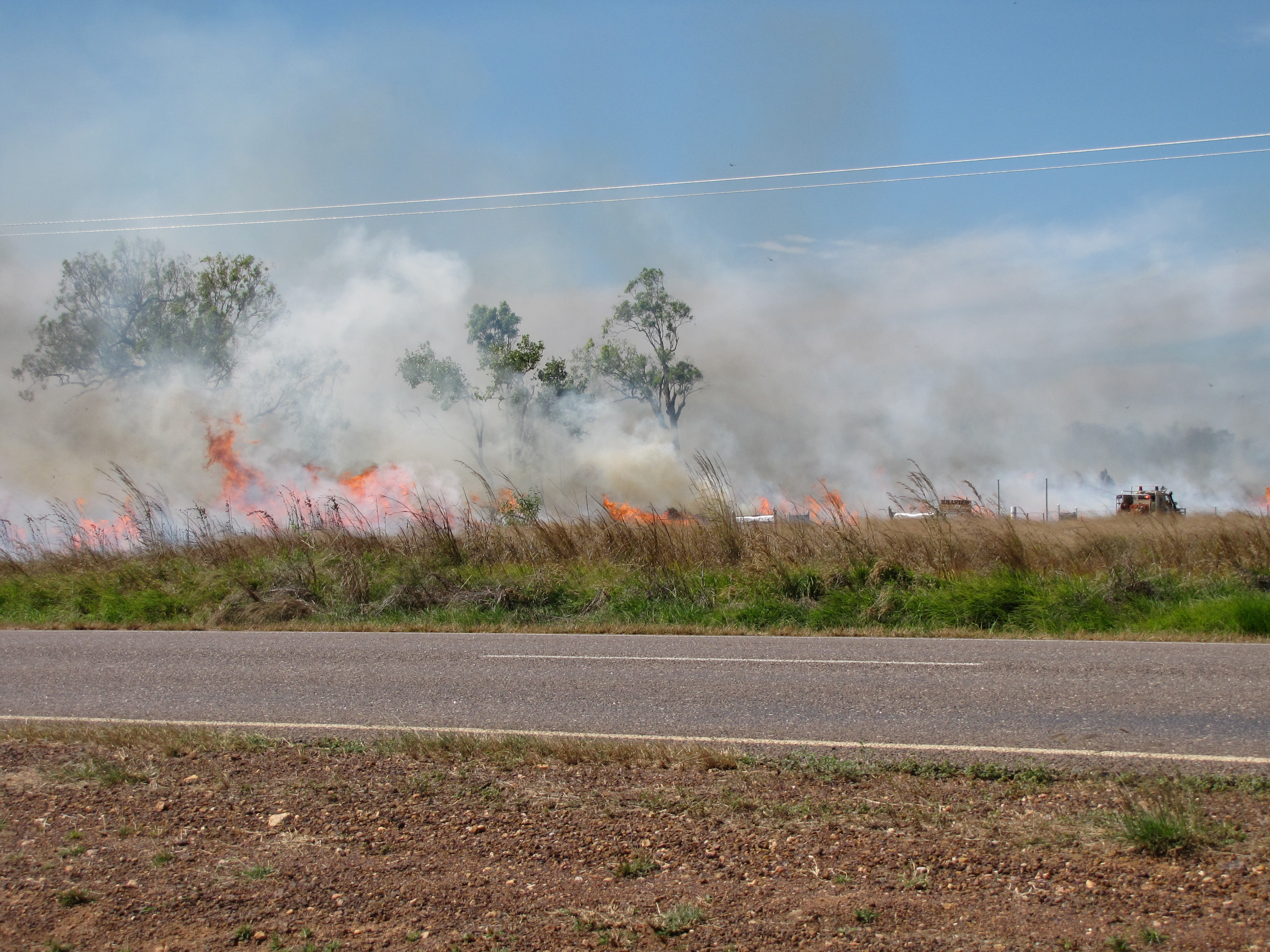
As alterações climáticas estão a aumentar a frequência e o tamanho dos incêndios florestais, como evidenciado pelos incêndios florestais australianos de 2019-2020.

As alterações climáticas na Austrália têm sido uma questão crítica desde o início do século XXI. A Austrália está se a tornar mais quente e mais propensa ao calor extremo, incêndios florestais, secas, inundações e épocas de incêndio mais longas por causa das alterações climáticas. Desde o início do século XX, a Austrália experienciou um aumento de mais de 1,4°C em temperaturas médias anuais, com o aquecimento a ocorrer duas vezes mais nos últimos 50 anos do que nos 50 anos anteriores. Eventos climáticos recentes, como temperaturas extremamente altas e seca generalizada, chamaram a atenção do governo e do público para os efeitos das alterações climáticas na Austrália. A precipitação no sudoeste da Austrália diminuiu em 10 a 20% desde a década de 1970, enquanto  que o sudeste da Austrália também experienciou um declínio moderado desde a década de 1990. Prevê-se que as chuvas se tornem mais intensas e menos frequentes, bem como mais comuns no verão do que no inverno. As fontes de água nas áreas do sudeste da Austrália esgotaram-se devido ao aumento da população nas áreas urbanas, juntamente com uma seca prolongada e persistente.
As alterações climáticas estão a afetar negativamente o meio ambiente, a economia e as comunidades do continente. A Austrália é vulnerável aos efeitos do aquecimento global projetado para os próximos 50 a 100 anos devido às suas extensas áreas áridas e semiáridas e clima já quente, alta variabilidade anual de chuvas e pressões existentes no abastecimento de água. O alto risco de incêndio do continente aumenta essa suscetibilidade às mudanças de temperatura e clima. Além disso, a população da Austrália está altamente concentrada em áreas costeiras, e a sua importante indústria de turismo depende da saúde da Grande Barreira de Coral e de outros ecossistemas frágeis. Os impactos das alterações climáticas na Austrália serão complexos e até certo ponto incertos, mas uma maior previsão pode permitir que o país proteja o seu futuro por meio de mitigação e adaptação planeadas. A mitigação, como parar a queima de carvão na Austrália e noutros países, pode limitar as alterações climáticas e os seus impactos, enquanto que a adaptação pode ser realizada ao nível nacional e local.
A análise das trajetórias de emissões futuras indica que, se não forem controladas, as emissões humanas de gases de efeito estufa (GEE) aumentarão várias vezes durante o século XXI. Consequentemente, as temperaturas médias anuais da Austrália estão projetadas para aumentar 0,4-2,0°C acima dos níveis de 1990 até o ano de 2030, e 1–6°C em 2070. Prevê-se que a precipitação média no sudoeste e sudeste da Austrália diminua durante esse período, enquanto que regiões como o noroeste podem sofrer aumentos na precipitação. Enquanto isso, as costas da Austrália sofrerão erosão e inundação de uma estimativa de 8 a 88cm de aumento do nível global do mar. Essas alterações climáticas terão diversas implicações para o meio ambiente, economia e saúde pública da Austrália. Os impactos futuros incluirão inundações mais severas, secas e ciclones. Atingir zero emissões até 2050 possivelmente não seria suficiente para evitar um aumento de 2 graus na temperatura.
A exposição dos indígenas australianos aos impactos das mudanças climáticas é exacerbada pelas desvantagens socioeconómicas existentes que estão ligadas à marginalização colonial e pós-colonial. As questões climáticas incluem incêndios florestais, ondas calor, inundações, ciclones, aumento do nível do mar, aumento das temperaturas e erosão. As comunidades mais afetadas pelas alterações climáticas são as do Norte, onde os aborígenes e os povos das ilhas do Estreito de Torres representam 30% da população. As comunidades aborígenes e do Estreito de Torres localizadas no litoral norte são as mais desfavorecidas devido a questões sociais e económicas e à sua dependência de terras tradicionais para alimentação, cultura e saúde. Isso levantou a questão para muitos membros da comunidade nessas áreas: "Devemos ficar ou mudar-nos?"

## Emissão de gases de efeito estufa
As emissões de gases de efeito estufa da Austrália totalizaram 533 milhões de toneladas equivalentes de CO2 com base nos dados do relatório de inventário nacional de gases de efeito estufa para 2019; representando emissões de CO2e per capita de 21 toneladas, três vezes a média global. O carvão foi responsável por 30% das emissões. As estimativas do Inventário Nacional de Gases de Efeito Estufa para o ano até março de 2021 foram de 494,2 milhões de toneladas, ou 27,8 milhões de toneladas, ou 5,3%, abaixo do ano anterior. É 20,8% menor do que em 2005 (o ano de referência para o Acordo de Paris). Segundo o governo, o resultado reflete a diminuição das emissões de transporte devido às restrições da pandemia de COVID-19, redução de emissões fugitivas e redução de emissões de eletricidade; no entanto, houve aumento das emissões de gases de efeito estufa dos setores do solo e da agricultura.
A Austrália usa principalmente energia de carvão para eletricidade, representando 66% da geração de eletricidade conectada à rede em 2020, mas essa parcela está a diminuir rapidamente com uma parcela crescente de energias renováveis compondo o mix de fornecimento de energia e a maioria das centrais a carvão existentes estão programas cessarem as suas operações entre 2022 e 2048. As emissões do país começaram a cair e espera-se que continuem a cair nos próximos anos, à medida que mais projetos de energia renovável entrarem em operação.
O Climate Action Tracker classifica o compromisso geral da Austrália com a redução de emissões como "altamente insuficiente". As políticas e ações, bem como a meta doméstica, são "insuficientes", a meta de quota-parte justa é "altamente insuficiente" e o financiamento climático é "criticamente insuficiente". Isso ocorre porque o governo australiano continuou a investir em projetos de gás natural, recusou-se a aumentar a sua meta de emissões domésticas para 2030 e não está no caminho certo para atingir a sua meta atual.
As alterações climáticas na Austrália são causadas pelas emissões de gases de efeito estufa, e o país está geralmente a ficar mais quente e mais propenso a calor extremo, incêndios florestais, secas, inundações e temporadas de incêndio mais longas devido às alterações climáticas. As pessoas na Austrália protestaram contra o papel da nação em causar alterações climáticas por meio de desobediência civil como o Blockade Australia, resultando em sentenças de prisão.

## Impactos no meio ambiente

Anomalia de temperatura média anual australiana desde 1910 com linha de tendência de cinco anos ponderada localmente ('Lowess'). Fonte: Agência Australiana de Meteorologia.

### Alterações de temperatura e clima
Registo instrumental da Austrália de 1885 até ao presente mostra o seguinte quadro amplo:
As condições de 1885 a 1898 foram geralmente bastante húmidas, embora menos do que no período desde 1968. Os únicos anos visivelmente secos nesta época foram 1888 e 1897. Embora alguns dados de núcleos de corais sugiram que 1887 e 1890 foram, com 1974, os anos mais húmidos em todo o continente desde o povoamento, os dados de precipitação para Alice Springs, então a única estação importante cobrindo o interior do Território do Norte e Austrália Ocidental, sugerem fortemente que 1887 e 1890 não foram em geral tão húmidos quanto 1974 ou mesmo 2000. Em Nova Gales do Sul e Queensland, no entanto, os anos de 1886-1887 e 1889-1894 foram de facto excepcionalmente húmidos. As fortes chuvas durante este período foram associadas a uma grande expansão da população de ovelhas e em fevereiro de 1893 ocorreu a desastrosa inundação de Brisbane de 1893.
Uma secagem do clima ocorreu de 1899 a 1921, embora com algumas interrupções dos anos húmidos do El Niño, especialmente entre 1915 e início de 1918 e em 1920-1921, quando o cinturão de trigo do interior sul foi encharcado pelas suas chuvas de inverno mais fortes em registo. Dois grandes eventos de El Niño em 1902 e 1905 produziram os dois anos mais secos em todo o continente, enquanto 1919 foi igualmente seco nos estados do leste, exceto Gippsland.
O período de 1922 a 1938 foi excecionalmente seco, com apenas 1930 a ter chuvas em toda a Austrália acima da média de longo prazo e a precipitação média em toda a Austrália para esses dezassete anos sendo 15 a 20 por cento abaixo daquelas para outros períodos desde 1885. Este período seco é atribuído em algumas fontes a um enfraquecimento da Oscilação Sul e em outras à redução das temperaturas da superfície do mar. As temperaturas nesses três períodos foram geralmente mais frias do que são atualmente, com 1925 tendo os mínimos mais frios de qualquer ano desde 1910. No entanto, os anos secos das décadas de 1920 e 1930 também foram bastante quentes, com 1928 e 1938 tendo máximos particularmente altos.
O período de 1939 a 1967 começou com um aumento da precipitação: 1939, 1941 e 1942 foram o primeiro grupo de anos relativamente húmidos desde 1921. De 1943 a 1946, as condições geralmente secas retornaram, e as duas décadas desde 1947 assistiram a chuvas flutuantes. 1950, 1955 e 1956 foram excecionalmente húmidos, exceto 1950 e 1956 sobre regiões áridas e sobre o cinturão de trigo da Austrália Ocidental. Em 1950 ocorreram chuvas extraordinárias no centro de Nova Gales do Sul e na maior parte de Queensland: chuvas de 1329 milímetros em Dubbo em 1950 pode ser estimado ter um período de retorno entre 350 e 400 anos, enquanto que o Lago Eyre encheu-se pela primeira vez em trinta anos. Em contraste, 1951, 1961 e 1965 foram muito secos, com falha total das monções em 1951/1952 e seca extrema no interior durante 1961 e 1965. As temperaturas durante este período caíram inicialmente para os níveis mais baixos do século XX, com 1949 e 1956 sendo particularmente frios, mas depois começou uma tendência crescente que continuou com poucas interrupções até o presente.
Desde 1968, a precipitação na Austrália foi 15% mais elevada que entre 1885 e 1967. Os períodos mais húmidos foram de 1973 a 1975 e 1998 a 2001, que compreendem sete dos treze anos mais húmidos no continente desde 1885. As temperaturas mínimas durante a noite, especialmente no inverno, foram marcadamente mais altas do que antes da década de 1960, com 1973, 1980, 1988, 1991, 1998 e 2005 destacando-se nesse aspecto. Houve uma diminuição acentuada na frequência de geadas em toda a Austrália.
De acordo com o Bureau of Meteorology, a temperatura média anual da Austrália para 2009 foi de 0,9°C acima da média de 1961-90, tornando-se o segundo ano mais quente do país desde que os registos de alta qualidade começaram em 1910.
De acordo com a Declaração Climática Australiana de 2011 do Bureau of Meteorology, a Austrália teve temperaturas abaixo da média em 2011 como consequência de um padrão climático La Niña; no entanto, "a média de 10 anos do país continua a demonstrar a tendência crescente nas temperaturas, com 2002-2011 provavelmente classificando-se entre os dois principais períodos de 10 anos mais quentes já registados para a Austrália, em 0,52ºC acima da média de longo prazo". Além disso, 2014 foi o terceiro ano mais quente da Austrália desde que as observações
nacionais de temperatura começaram em 1910.

### Subida do nível do mar

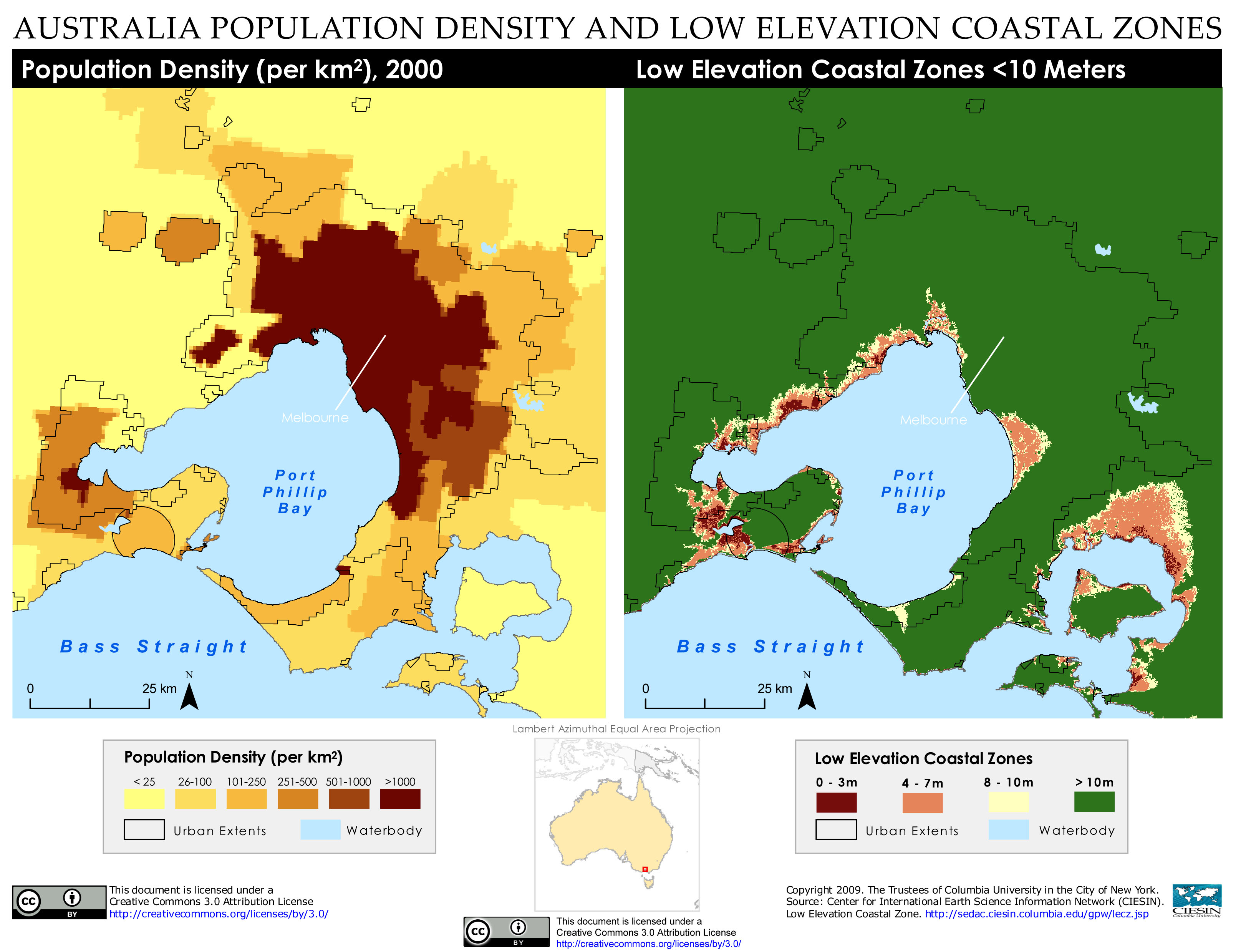
Densidade populacional de Melbourne e zonas costeiras de baixa altitude

O governo australiano divulgou um relatório dizendo que até 247.600 casas estão em risco de inundação devido a uma elevação do nível do mar de 1,1 metros. Havia 39.000 edifícios localizados a 110 metros de margens erodíveis 'macias', em risco de uma erosão mais rápida devido ao aumento do nível do mar. Respostas adaptativas a essa ameaça específica de alteração climática são frequentemente incorporadas nas políticas e recomendações de planeamento costeiro ao nível estadual. Por exemplo, a Política de Planeamento Costeiro do Estado da Austrália Ocidental estabeleceu uma referência de elevação do nível do mar para iniciativas que abordam o problema ao longo de um período de 100 anos.

### Água (secas e inundações)
Os registos do Bureau of Meteorology desde a década de 1860 mostram que uma seca 'severa' ocorreu na Austrália, em média, uma vez a cada 18 anos. A Austrália já é o continente mais seco do mundo.
A precipitação no sudoeste da Austrália diminuiu 10 a 20% desde a década de 1970, enquanto que o sudeste da Austrália também experienciou um declínio moderado desde a década de 1990. Prevê-se que as chuvas se tornem mais intensas e menos frequentes, bem como mais comuns no verão do que no inverno.
Em junho de 2008, soube-se que um painel de especialistas havia alertado sobre danos ecológicos graves a longo prazo, talvez irreversíveis, para toda a bacia Murray-Darling se não recebesse água suficiente até outubro daquele ano. Restrições de água estiveram em vigor em muitas regiões e cidades da Austrália em resposta à escassez crónica resultante da seca de 2008. Em 2004, o paleontólogo Tim Flannery previu que, a menos que se fizessem mudanças drásticas, a cidade de Perth, Austrália Ocidental, poderia-se tornar a primeira metrópole fantasma do mundo — uma cidade abandonada sem mais água para sustentar a sua população.
Em 2019, o ministro da seca e recursos hídricos da Austrália, David Littleproud, disse que "aceita totalmente" a ligação entre as alterações climáticas e a seca na Austrália porque "vive-a". Littlepround afirmou que a seca na Austrália já durava há oito anos. Pediu uma redução na emissão de gases de efeito estufa e instalação massiva de energia renovável. O ex-líder dos nacionalistas Barnaby Joyce disse que se a seca se tornar mais acirrada e as barragens não forem construídas, a coligação corre o risco de "aniquilação política".
De acordo com o relatório do IPCC de 2022, houve um aumento nos episódios de inundações e outros eventos climáticos catastróficos devido ao aquecimento global. Essas mudanças climáticas incomuns incluem chuvas no norte e secas severas no sul. Menos chuva significa menos fluxo de água para as grandes cidades. O IPCC recomenda uma intensificação das políticas da nossa adaptação e financiamento nos nossos sistemas para acompanhar os impactos drásticos das alterações climáticas para um desenvolvimento sustentável.

### Recursos hídricos
A vegetação saudável e diversificada é essencial para a saúde e a qualidade dos rios, e muitas das bacias hidrográficas mais importantes da Austrália são cobertas por florestas nativas, mantendo um ecossistema saudável. As alterações climáticas afetarão o crescimento, a composição de espécies e a incursão de pragas de espécies nativas e, por sua vez, afetarão profundamente o abastecimento de água dessas bacias. O aumento do reflorestamento em bacias desmatadas também tem a perspectiva de perdas de água.
A CSIRO prevê que os resultados adicionais na Austrália de um aumento de temperatura entre apenas 1 e 2 graus Celsius serão:
- 12–25% de redução do fluxo volumétrico na bacia do rio Murray e do rio Darling .[41]
- Redução de 7 a 35% no abastecimento de água de Melbourne.[42]

### Incêndios florestais
Existe um aumento na atividade de fogo na Austrália nas últimas décadas. As causas incluem “condições climáticas de incêndio mais perigosas, aumento dos fatores de risco associados à piroconvecção, incluindo tempestades geradas pelo fogo e aumento das ignições de raios secos, todos associados em graus variados às alterações climáticas antropogênicas”.
Responsáveis dos bombeiros estão preocupados que os efeitos das alterações climáticas aumentem a frequência e a intensidade dos incêndios florestais mesmo num cenário de "baixo aquecimento global". Um relatório de 2006, preparado pela CSIRO Marine and Atmospheric Research, Bushfire CRC e pelo Australian Bureau of Meteorology, identificou o Sudeste da Austrália como uma das três áreas mais propensas a incêndios do mundo, e concluiu que um aumento na incidência de risco incêndios-clima é provável na maioria dos locais nas próximas décadas, incluindo o número médio de dias em que a classificação do Índice de Perigo de Incêndio Florestal McArthur é muito alta ou extrema. Também descobriu que as frequências combinadas de dias com classificações de IPIF muito altas e extremas provavelmente aumentarão de 4 a 25% até 2020 e de 15 a 70% até 2050, e que o aumento no risco climático de incêndio é geralmente maior no interior.
O líder dos Verdes australianos, Bob Brown, disse que os incêndios foram "um lembrete sério da necessidade desta nação e do mundo inteiro agir e priorizar a necessidade de combater as alterações climáticas". A Comissão Real do Sábado Negro recomendou que "a quantidade de queima de redução de combustível feita em terras públicas a cada ano deveria ser mais que dobrada".
Em 2018, a temporada de incêndios na Austrália começou no inverno. Agosto de 2018 foi mais quente e ventoso do que a média. Essas condições meteorológicas levaram a uma seca em Nova Gales do Sul. O governo do estado já doou mais de de 1.000 milhões de dólares (US$) para ajudar os agricultores. O clima mais quente e seco levou a mais incêndios. As temporadas de incêndios na Austrália estão a aumentar e os eventos de incêndio tornaram-se mais frequentes nos últimos 30 anos. Estas tendências estão provavelmente ligadas às alterações climáticas.
A temporada de incêndios florestais australiana de 2019-20 foi, de acordo com algumas medidas, a "pior temporada de incêndios florestais da Austrália já registada". Em Nova Gales do Sul, os incêndios queimaram mais terras do que qualquer outro incêndio nos últimos 25 anos, além de serem a pior temporada de incêndios florestais do estado já registada. Nova Gales do Sul também experienciou o complexo de incêndios florestais mais longo da história da Austrália, tendo queimado mais de 4×106 ha (9,900,000 acres), com 70 m (230 ft) de chamas sendo relatadas. Aproximadamente 3 mil milhões de animais foram mortos ou deslocados pelos incêndios florestais e isso tornou-os um dos piores desastres naturais registados na história. A chance de atingir as condições climáticas que alimentam os incêndios tornou-se mais de quatro vezes maior desde o ano de 1900 e será oito vezes mais provável de ocorrer se a temperatura subir 2 graus em relação ao nível pré-industrial. Em dezembro de 2019, o governo de Nova Gales do Sul declarou estado de emergência depois de temperaturas recordes e seca prolongada exacerbarem os incêndios florestais.
Em 2019, os incêndios florestais ligados às alterações climáticas criaram poluição do ar 11 vezes maior do que o nível perigoso em muitas áreas de Nova Gales do Sul. Muitos grupos médicos apelaram à proteção das pessoas da "emergência de saúde pública" e avançar para longe dos combustíveis fósseis.
De acordo com o Programa das Nações Unidas para o Meio Ambiente, os megaincêndios na Austrália em 2019-2020 estão  provavelmente ligados às alterações climáticas que criaram as condições climáticas excecionalmente secas e quentes. Isso faz parte de uma tendência global. Brasil, Estados Unidos, Federação Russa e República Democrática do Congo enfrentam problemas semelhantes. Na segunda semana de janeiro os incêndios queimaram um território de aproximadamente 100.000 quilómetros quadrados próximo ao tamanho do território da Inglaterra, mataram 1.000 milhões de animais e causaram grandes prejuízos económicos.
Os investigadores afirmam que os incêndios florestais excecionalmente fortes em 2019-2020 eram impossíveis sem os efeitos das alterações climáticas. Mais de um quinto das florestas australianas foram queimadas numa temporada, o que foi completamente sem precedentes. Eles afirmam que: "No caso dos eventos recentes na Austrália, não há dúvida de que as temperaturas recordes do ano passado não seriam possíveis sem influência antropogénica, e que num cenário em que as emissões continuem a crescer, tal ano seria a média em 2040 e excecionalmente fresco em 2060." As alterações climáticas provavelmente também causaram condições climáticas mais secas na Austrália, impactando o Dipolo do Oceano Índico, que também aumenta os incêndios. Em média, menos de 2% das florestas australianas são queimadas anualmente. As alterações climáticas aumentaram a probabilidade de incêndios florestais em 2019-2020 em pelo menos 30%, mas os investigadores disseram que o resultado é provavelmente conservador.

### Eventos climáticos extremos

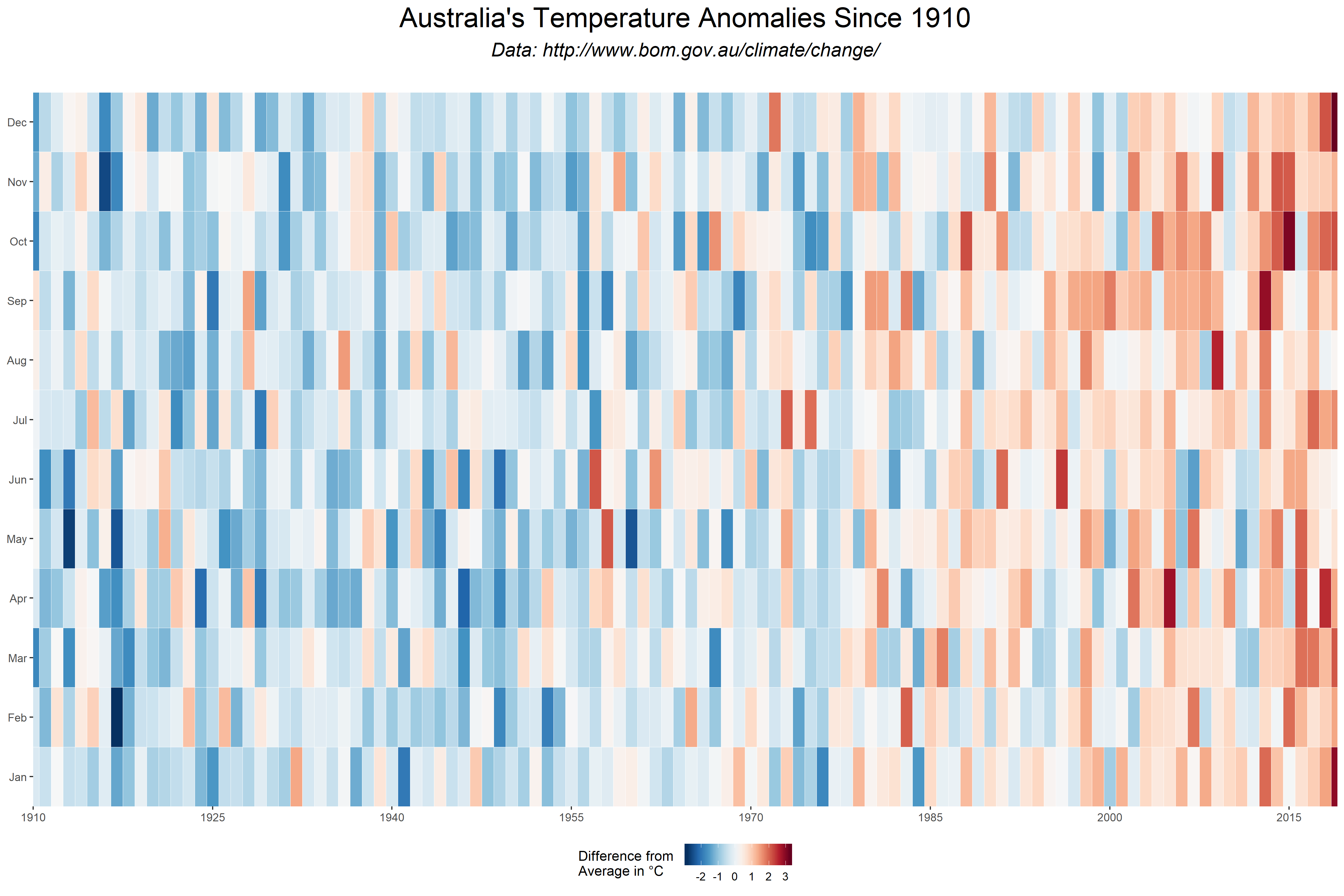
Mapa de calor das anomalias de temperatura terrestre da Austrália desde 1910

Os padrões de precipitação e o grau de secas e tempestades provocadas por condições climáticas extremas serão provavelmente afetados. A CSIRO prevê que um aumento de temperatura entre 2 e 3 graus Celsius no continente australiano poderá incorrer em algumas das seguintes ocorrências meteorológicas extremas, para além dos padrões padrão:
- A velocidade do vento dos ciclones tropicais poderá intensificar-se 5 a 10%.[64]
- Em 100 anos, as marés fortes aumentariam de 12 a 16% ao longo da costa leste de Victoria.[65]
- Os índices de perigo de incêndio florestal em Nova Gales do Sul e Austrália Ocidental cresceriam 10% e os índices de perigo de incêndio florestal no sul, centro e nordeste da Austrália aumentariam em mais de 10%.[66][67]

#### Ondas de calor
Um relatório de 2014 revelou que, devido à alteração nos padrões climáticos, as ondas de calor foram cada vez mais frequentes e severas, com início mais precoce da temporada e maior duração.
Desde que as temperaturas começaram a ser registadas em 1910, elas aumentaram em média 1°C, com a maior parte dessa mudança a ocorrer a partir de 1950. Este período viu a frequência e a intensidade dos eventos de calor extremo aumentarem.
O verão de 2013-14 foi mais quente que a média para toda a Austrália. Tanto Victoria quanto o sul da Austrália registaram temperaturas recordes. Adelaide registou um total de 13 dias chegando a 40°C ou mais, 11 dos quais atingiram 42°C ou mais, bem como o seu quinto dia mais quente já registrado - 45,1°C em 14 de janeiro. O número de dias acima de 40°C bateu o recorde anterior do verão 1897-1898, quando 11 dias acima de 40°C foram registados. Melbourne registou seis dias com mais de 40°C, enquanto  que as temperaturas noturnas eram muito mais quentes do que o normal, com algumas noites não caindo abaixo de 30°C. No geral, o verão de 2013-2014 foi o terceiro mais quente já registado para Victoria, o quinto mais quente já registado para Nova Gales do Sul e o sexto mais quente já registado para a Austrália Meridional. Essa onda de calor está diretamente ligada às alterações climáticas, o que é incomum para eventos climáticos específicos.
Após o evento de 2014, foi previsto que as temperaturas poderiam aumentar em até 1,5°C até 2030.
2015 foi o quinto ano mais quente já registado na Austrália, continuando a tendência de altas temperaturas recordes em todo o país. De acordo com o Climate Council, em 2017, a Austrália teve o seu inverno mais quente já registado, em termos de temperaturas máximas médias, atingindo quase 2°C acima da média. Janeiro de 2019 foi o mês mais quente de todos os tempos na Austrália, com temperaturas médias superiores a 30ºC.

### Ecossistemas e biodiversidade

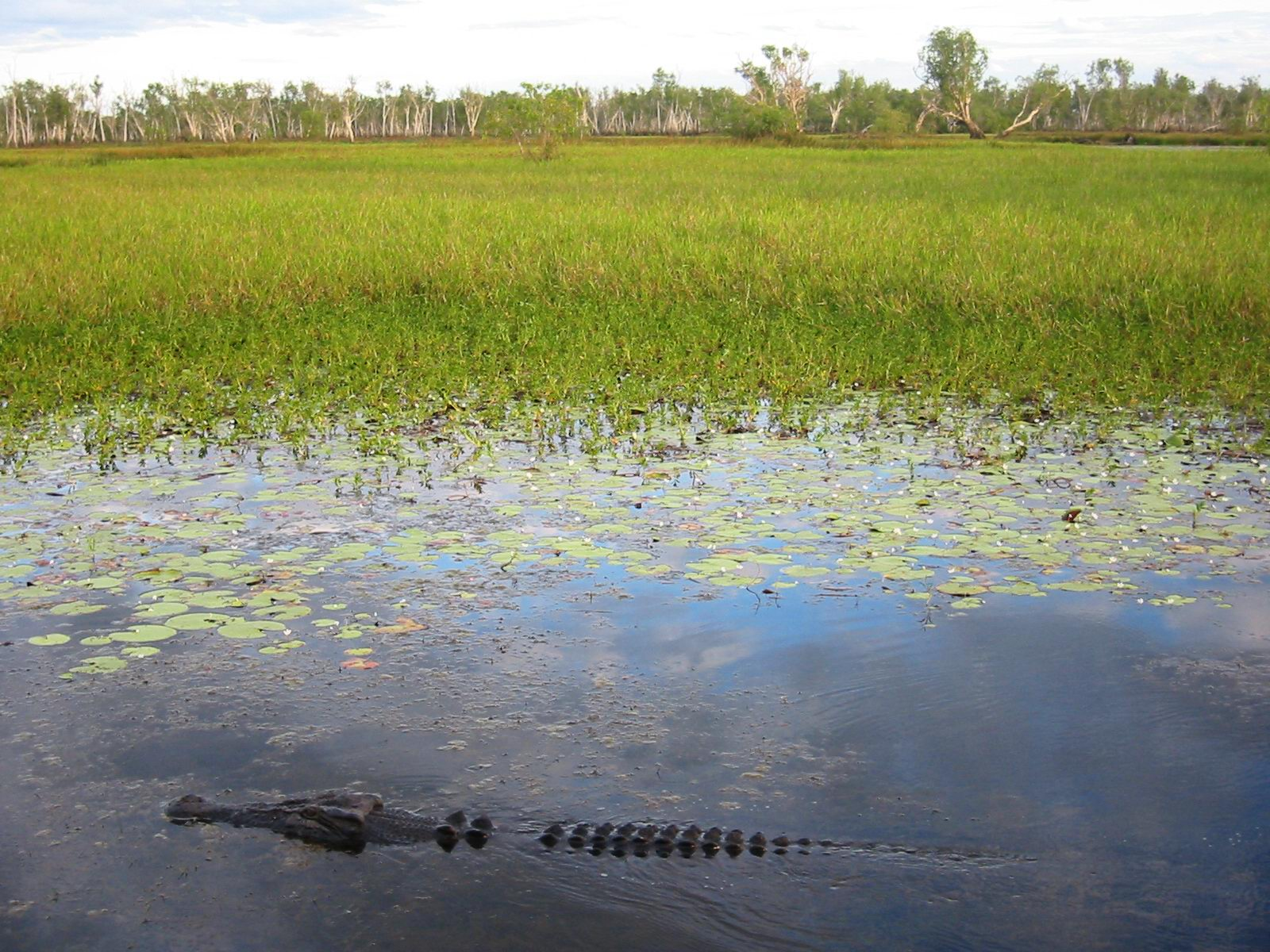
Pântanos no Parque Nacional de Kakadu

As alterações climáticas sustentadas podem ter efeitos drásticos nos ecossistemas da Austrália. Por exemplo, o aumento da temperatura dos oceanos e a erosão contínua das costas devido aos níveis do mar mais altos causarão mais branqueamento da Grande Barreira de Corais. Além disso, o clima da Austrália tornar-se-á ainda mais severo, com ciclones tropicais mais poderosos e secas mais longas.
A Austrália tem alguns dos ecossistemas e habitats naturais mais diversos do mundo, e pode ser essa variedade que os torna os mais frágeis e em risco da Terra quando expostos às alterações climáticas. A Grande Barreira de Corais é um excelente exemplo. Nos últimos 20 anos experienciou taxas de branqueamento sem paralelo. Aquecimento adicional de 1°C deverá causar perdas substanciais de espécies e de comunidades de corais associadas.
A CSIRO prevê que os resultados adicionais na Austrália de um aumento de temperatura entre 2 e 3 graus Celsius serão:
- 97% da Grande Barreira de Corais branqueada anualmente.[80]
- Perda de 10 a 40% do habitat principal para espécies de vertebrados tropicais de Victoria e montanha.[81]
- Redução de 92% nos habitats primários de espécies de borboletas.[82]
- Redução de 98% no habitat deptilonorrinquídeos no norte da Austrália.[83]
- 80% de perda de pântanos de água doce em Kakadu (30cm de elevação do nível do mar).[84]

## Impactos económicos
De acordo com o relatório da Climate Commission (agora Climate Council) em 2013, as ondas de calor extremas, inundações e incêndios florestais que atingem a Austrália foram intensificados pelas alterações climáticas e piorarão no futuro em termos dos seus impactos nas pessoas, propriedades, comunidades e meio ambiente. O verão de 2012/2013 incluiu o verão mais quente, o mês mais quente e o dia mais quente já registado. O custo dos incêndios florestais de 2009 em Victoria foi estimado em 4,4 mil milhões de dólares (A$) e as inundações de Queensland de 2010/2011 custaram mais de 5 mil milhões de dólares australianos (A$).
Em 2008, o Tesoureiro e o Ministro para as Alterações Climáticas e Água divulgaram um relatório que concluiu que a economia crescerá com um esquema de comércio de emissões em vigor.
Um relatório divulgado em outubro de 2009 pelo Comité Permanente sobre Alterações Climáticas, Água, Ambiente e Artes, estudando os efeitos de um aumento de 1 metro no nível do mar, bem possível nos próximos 30 a 60 anos, concluiu que cerca de 700.000 propriedades na Austrália, incluindo 80.000 prédios, seriam inundados, o valor coletivo dessas propriedades é estimado em 155 mil milhões de dólares (US$).
Em 2019, a Australian Bureau of Agricultural and Resource Economics and Sciences publicou um relatório sobre o impacto das alterações climáticas na lucratividade da agricultura australiana, dizendo que o lucro das quintas australianas foi reduzido em 22% devido às alterações climáticas nos anos 2000 -2019.
De acordo com o relatório do IPCC de 2022, a Austrália perderá milhares de milhões de dólares devido à perda de vidas e danos físicos. Esses desastres naturais são causados pelas alterações climáticas e o aumento do aquecimento global irá piorar esses eventos. O relatório estima que com menos de 2 graus de aquecimento a Austrália perderá 115 mil milhões de dólares (US$) na próxima década e 350 milhões de dólares (US$) nos próximos vinte anos. Se o aquecimento for inferior a 3 graus, a economia da Austrália perderá 200 mil milhões de dólares (US$) e 600 mil milhões (US$) até 2042.

### Agricultura Silvicultura e Pecuária
Pequenas mudanças causadas pelo aquecimento global, tal como uma estação de crescimento mais longa, um clima mais temperado e maiores concentrações de CO2, podem beneficiar a agricultura e a silvicultura australianas no curto prazo. No entanto, é improvável que tais benefícios sejam sustentados com os efeitos cada vez mais severos do aquecimento global. As mudanças na precipitação e os consequentes problemas de gestão da água irão agravar ainda mais os atuais desafios de disponibilidade e qualidade da água da Austrália, tanto para uso comercial quanto residencial.
A CSIRO prevê que os resultados adicionais na Austrália de um aumento de temperatura entre 3 e 4 graus Celsius serão:
- 32% de possibilidade de diminuição da produção de trigo (sem adaptação).[94]
- 45% de probabilidade do valor da colheita de trigo estar abaixo dos níveis atuais (sem adaptação).[94]
- 55% do habitat primário perdido para o eucalipto.[95]
- Aumento de 25 a 50% no rendimento da madeira comum em partes frias e húmidas do sul da Austrália.[96]
- Redução de 25 a 50% no rendimento de madeira comum no Norte de Queensland e em Top End.[96]
- Redução de 6% na produção primária líquida australiana (para redução de precipitação de 20%)
- Aumento de 128% nas perdas associadas ao carrapato no peso líquido da produção do gado.[97]

### Procura de eletricidade
O uso de condicionadores de ar domésticos durante ondas de calor severas pode dobrar a procura de eletricidade, colocando grande pressão nas redes de geração e transmissão de eletricidade e levando à limitação de carga.

### Impactos na habitação

#### Povoações e infraestrutura
O aquecimento global pode levar a alterações substanciais nos extremos climáticos, como ciclones tropicais, ondas de calor e eventos de precipitação severa. Isso degradaria a infraestrutura e aumentaria os custos por meio de procuras de energia intensificadas, manutenção de infraestrutura de transporte danificada e desastres, como inundações costeiras.:5 Na zona costeira, o aumento do nível do mar e a maré de tempestades podem ser fatores mais críticos dessas mudanças do que a temperatura ou a precipitação.
:20
A CSIRO descreve o impacto adicional nos povoamentos e infraestrutura para aumentos de temperatura de apenas 1 a 2 graus Celsius:
Um aumento de 22% na altura da maré de tempestade de 100 anos ao redor de Cairns; como resultado, a área inundada duplica.

#### Povoações humanas
As alterações climáticas terão um impacto maior nas comunidades costeiras da Austrália, devido à concentração de população, comércio e indústria. A modelação climática sugere que um aumento de temperatura de 1 a 2°C resultará em ventos de tempestade mais intensos, incluindo os de ciclones tropicais. Combinando isso com o aumento do nível do mar e o resultado é uma maior inundação, devido a níveis mais altos de maré de tempestade e velocidade do vento. Coleman, T. (2002) O impacto das mudanças climáticas no seguro contra catástrofes. Anais da Conferência Vivendo com Alterações Climáticas. Camberra, 19 de dezembro.) O turismo de áreas costeiras também pode ser afetado por inundações costeiras e erosão das praias, como resultado da elevação do nível do mar e eventos de tempestades. Em níveis mais altos de aquecimento, os impactos costeiros tornam-se mais severos com ventos de tempestade e níveis do mar mais elevados.

#### Propriedade
Um relatório divulgado em outubro de 2009 pelo Comité Permanente para as Alterações Climáticas, Água, Ambiente e Artes, estudando os efeitos de um aumento de 1 metro no nível do mar, possível nos próximos 30 a 60 anos, concluiu que cerca de 700.000 propriedades ao redor da Austrália, incluindo 80.000 edifícios, seriam inundados. O valor coletivo dessas propriedades é estimado em 150 mil milhões de dólares (US$).
Um aumento de 1 metro no nível do mar teria impactos massivos, não apenas em propriedades e nos sistemas económicos associados, mas no deslocamento de populações humanas em todo o continente. Queensland é o estado de maior risco devido à presença de valiosas habitações à beira-mar.

### Impactos na saúde

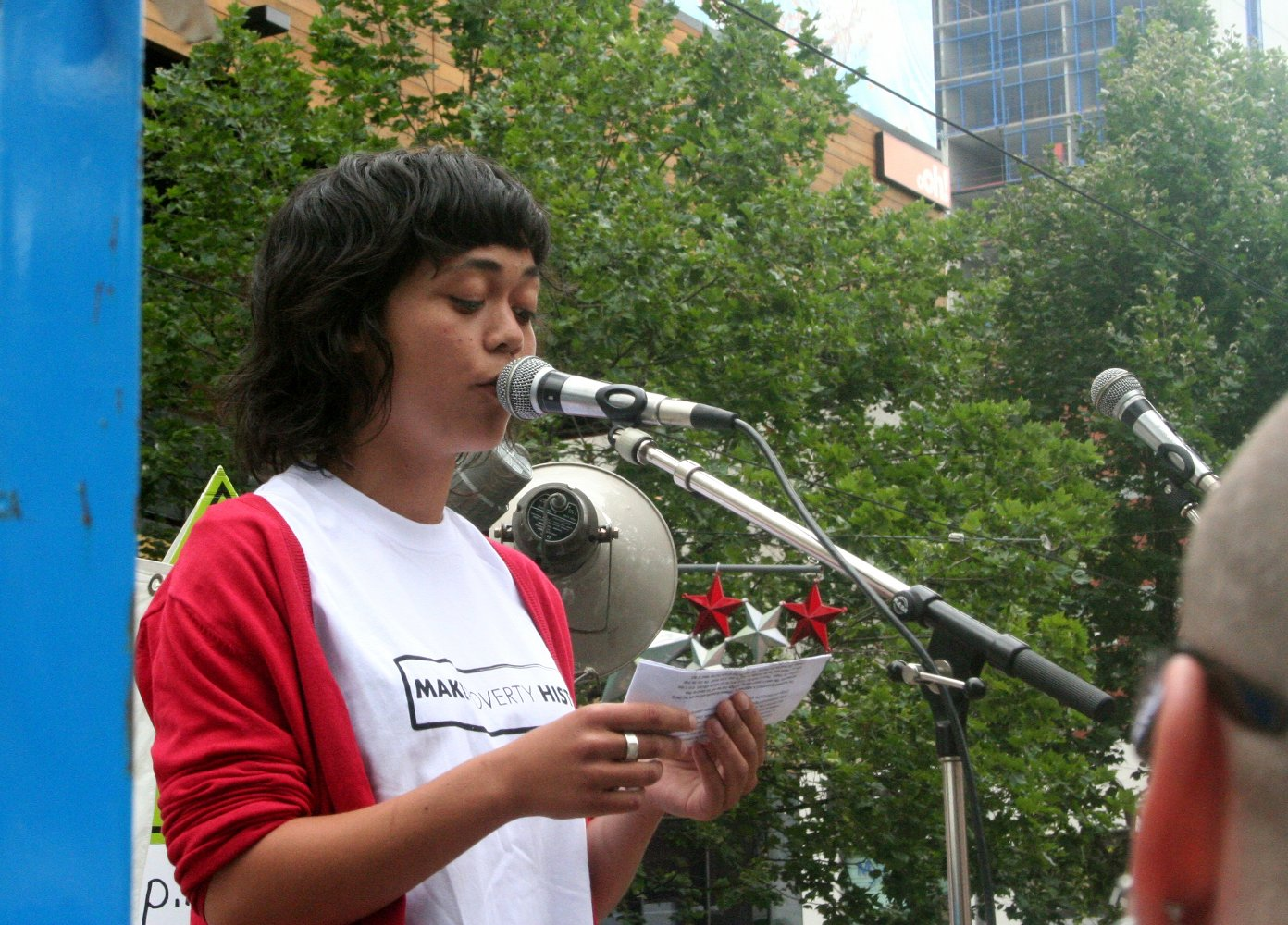
Refugiados de ilhas do Pacífico, como Tuvalu, devem aumentar.

A CSIRO prevê que os resultados adicionais na Austrália de um aumento de temperatura entre apenas 1 e 2 graus Celsius serão:
- Propagação para o sul das zonas receptivas da malária.
- O risco de dengue entre os australianos aumenta de 170.000 pessoas para 0,75–1,6 milhões.
- Aumento de 10% nas doenças diarreicas entre crianças aborígenes na Austrália central.
- Aumento de 100% no número de pessoas expostas a inundações na Austrália.
- Aumento do fluxo de refugiados das ilhas do Pacífico.

Com base em algumas previsões para 2070, os dados sugerem que as pessoas que não estão acostumadas ao clima mais quente podem passar 45 dias por ano em que são incapazes de tolerar estar ao ar livre, em comparação com os atuais 4 a 6 dias por ano.

### Impactos nos indígenas australianos
Os indígenas australianos têm uma história milenar de resposta e adaptação às mudanças sociais e ambientais. Os australianos indígenas têm um alto nível de conhecimento tradicional implantado e conhecimento histórico sobre as alterações climáticas. No entanto, a exposição dos indígenas australianos aos impactos das alterações climáticas é exacerbada pelas desvantagens socioeconómicas existentes que estão ligadas à marginalização colonial e pós-colonial.
Algumas dessas mudanças incluem um aumento do nível do mar, ficando mais quente e por um longo período de tempo, e ciclones mais severos durante a temporada de ciclones. As questões climáticas incluem incêndios florestais, ondas de calor, inundações, ciclones, aumento do nível do mar, aumento das temperaturas e erosão. As comunidades mais afetadas pelas alterações climáticas são as do Norte, onde os aborígenes e os ilhéus do Estreito de Torres representam 30% da população. Os aborígenes australianos e as comunidades das Ilhas do Estreito de Torres localizadas no litoral norte são os mais desfavorecidos devido a questões sociais e económicas e à sua dependência de terras tradicionais para alimentação, cultura e saúde. Isso levantou a questão para muitos membros da comunidade nessas regiões, caso eles se mudem desta área ou permaneçam presentes.
Muitos aborígenes vivem em áreas rurais e agrícolas remotas em toda a Austrália, especialmente nas áreas norte e sul do continente. Há uma variedade de diferentes impactos climáticos em diferentes comunidades aborígenes, incluindo ciclones na região norte e inundações na Austrália Central, que impactam negativamente os locais culturais e, portanto, a relação entre os povos indígenas e os locais que detêm seu o conhecimento tradicional. Outros efeitos incluem aumento do nível do mar, perda de terras e áreas de caça, mudanças nos regimes de incêndios, aumento da gravidade e duração das estações húmidas e secas, bem como redução do número de animais no mar, rios e riachos.

#### Vulnerabilidade
A vulnerabilidade vem de locais remotos onde vivem grupos indígenas, estatuto socioeconómico mais baixo e dependência de sistemas naturais para necessidades económicas. As desvantagens que estão a agravar a vulnerabilidade dos povos indígenas às alterações climáticas incluem serviços de saúde e educação inadequados, oportunidades limitadas de emprego, bem como infraestrutura insuficiente. As instituições de cima para baixo também restringiram a capacidade dos indígenas australianos de contribuir para as estruturas de políticas climáticas e ter a sua cultura e práticas reconhecidas.

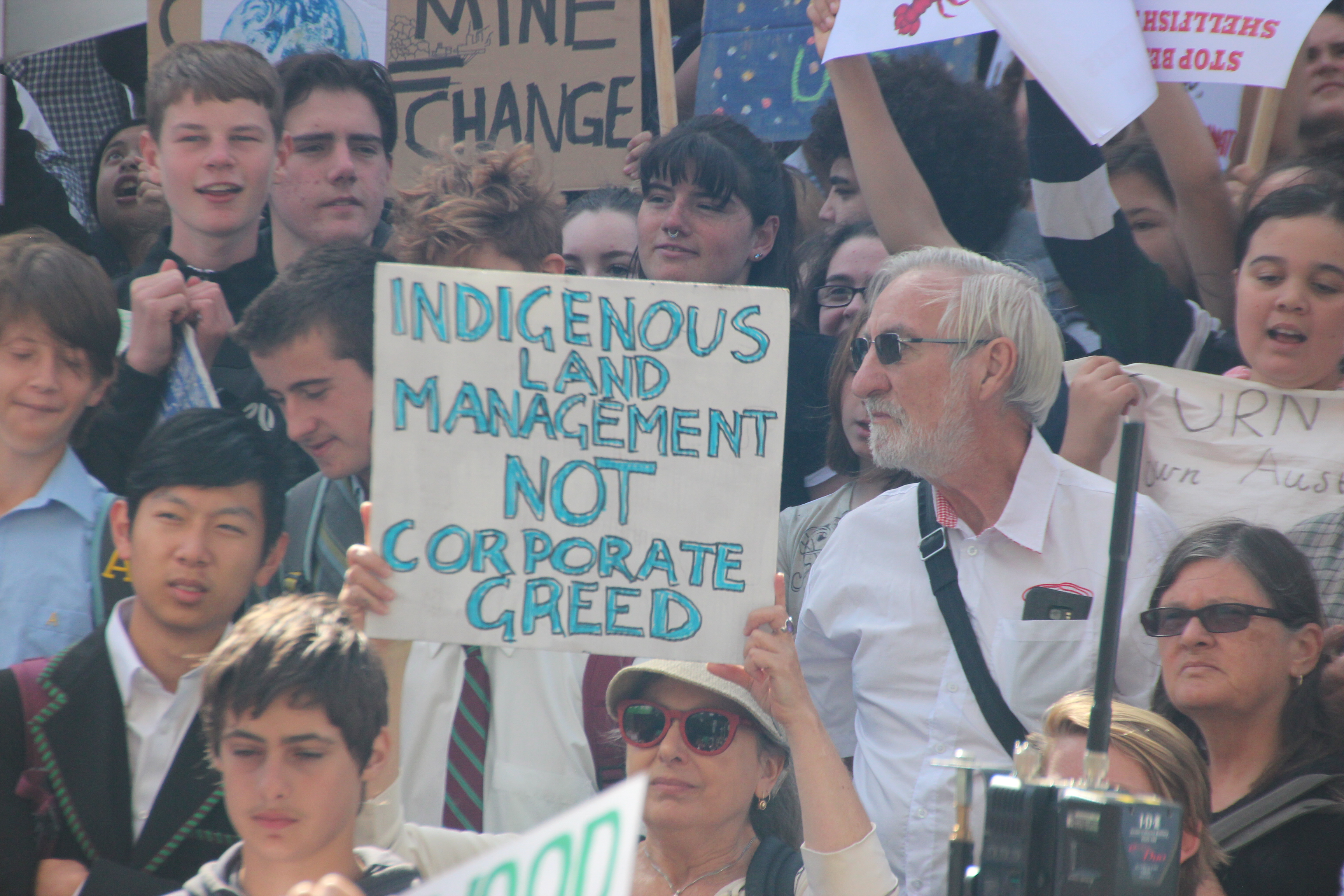
Um cartaz de protesto diz "Gestão de terras indígenas, não ganância corporativa" na Greve Climática de Melbourne

Muitos dos problemas económicos, políticos e socioecológicos presentes nas comunidades indígenas são efeitos de longo prazo do colonialismo e da contínua marginalização dessas comunidades. Essas questões são agravadas pelas alterações climáticas e ambientais nas suas respetivas regiões. Os povos indígenas são vistos como particularmente vulneráveis às mudanças climáticas porque já vivem na pobreza, em casas precárias e têm serviços educacionais e de saúde precários, outros fatores sociopolíticos colocam-nos em risco pelos impactos das alterações climáticas. Os indígenas têm sido retratados como vítimas e como populações vulneráveis por muitos anos pelos média. Os aborígenes australianos acreditam que sempre foram capazes de se adaptar às alterações climáticas em suas áreas geográficas.
Muitas comunidades têm defendido mais contribuições da comunidade para estratégias e formas de adaptação às questões climáticas, em vez de abordagens de cima para baixo para combater as questões relacionadas às alterações ambientais. Isso inclui autodeterminação e agência ao decidir como responder às alterações climáticas, incluindo ações proativas. Os indígenas também comentaram sobre a necessidade de manter o seu bem-estar físico e mental para se adaptarem às alterações climáticas, o que pode ser ajudado por meio das relações de parentesco entre os membros da comunidade e a terra que ocupam.
Na Austrália, os aborígenes argumentam que, para que o governo combata as alterações climáticas, as suas vozes devem ser incluídas na formulação de políticas e na governança das terras tradicionais. Grande parte das políticas governamentais e institucionais relacionadas às alterações climáticas e questões ambientais na Austrália foram feitas por meio de uma abordagem de cima para baixo. As comunidades indígenas afirmaram que isso limita e ignora as vozes e abordagens aborígenes australianas. Devido ao conhecimento tradicional mantido por essas comunidades e pelos anciãos dessas comunidades, o conhecimento ecológico e estruturas tradicionais são necessários para combater estes e uma variedade de problemas ambientais.

#### Calor e seca

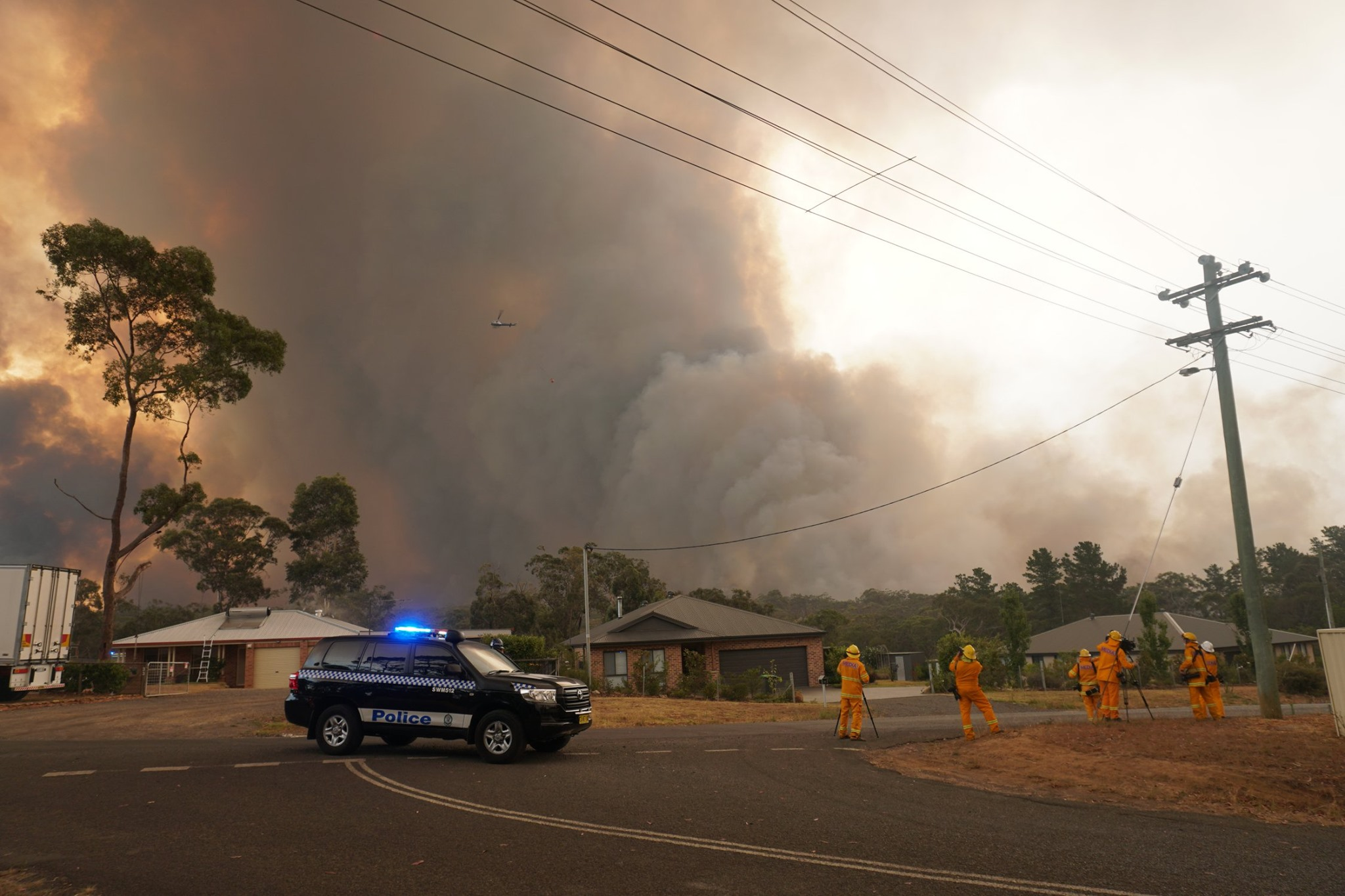
"O incêndio florestal de Green Wattle Creek move-se em direção ao município de Yanderra, no sul da Austrália, enquanto a polícia evacua moradores de Yanderra Road"

Incêndios e secas na Austrália, incluindo as regiões do norte, ocorrem principalmente nas savanas devido às atuais alterações ambientais na região. A maioria das áreas propensas a incêndios na região da savana são de propriedade de comunidades aborígenes australianos, os guardiões tradicionais da terra. Os aborígenes australianos têm métodos tradicionais de gestão da paisagem, incluindo queima e limpeza das áreas de savana que são as mais suscetíveis a incêndios. A gestão da paisagem tradicional declinou no século XIX, quando a gestão da paisagem ocidental se sobrepôs. Hoje, a gestão tradicional da paisagem foi revitalizada pelos aborígenes australianos, incluindo os anciãos. Estas práticas tradicionais de paisagem incluem o uso de desmatamento e queima para se livrar do crescimento antigo. Embora a maneira como as comunidades indígenas dessa região administram a paisagem tenha sido proibida, as comunidades aborígenes australianas que usam esses métodos tradicionais ajudam na redução das emissões de gases de efeito estufa.

#### Impacto das alterações climáticas na saúde
O aumento das temperaturas, incêndios florestais e seca são questões importantes em relação à saúde das comunidades aborígenes australianas. O calor representa um grande risco para os membros idosos das comunidades do Norte. Isso inclui questões como insolação e exaustão pelo calor. Muitas das comunidades indígenas rurais enfrentaram stresse térmico e aumentaram os problemas relacionados ao acesso a recursos hídricos e paisagens ecológicas. Isso impacta a relação entre os aborígenes australianos e a biodiversidade, bem como impacta os aspetos sociais e culturais da sociedade.
Os australianos aborígenes que vivem em territórios tradicionais isolados e remotos são mais sensíveis do que os australianos não indígenas às alterações que afetam os ecossistemas dos quais fazem parte. Isso deve-se em grande parte à ligação que existe entre a sua saúde (incluindo física e mental), a saúde da sua terra e a prática continuada de costumes culturais tradicionais. Os aborígenes australianos têm uma relação única e importante com a terra tradicional dos seus ancestrais. Por causa dessa ligação, as consequências perigosas das alterações climáticas na Austrália resultaram num declínio na saúde, incluindo a saúde mental, entre uma população já vulnerável. Para combater as disparidades de saúde entre essas populações, são necessários projetos comunitários e programas de saúde mental e física culturalmente relevantes e devem incluir membros da comunidade ao executar esses programas.

#### Conhecimento tradicional

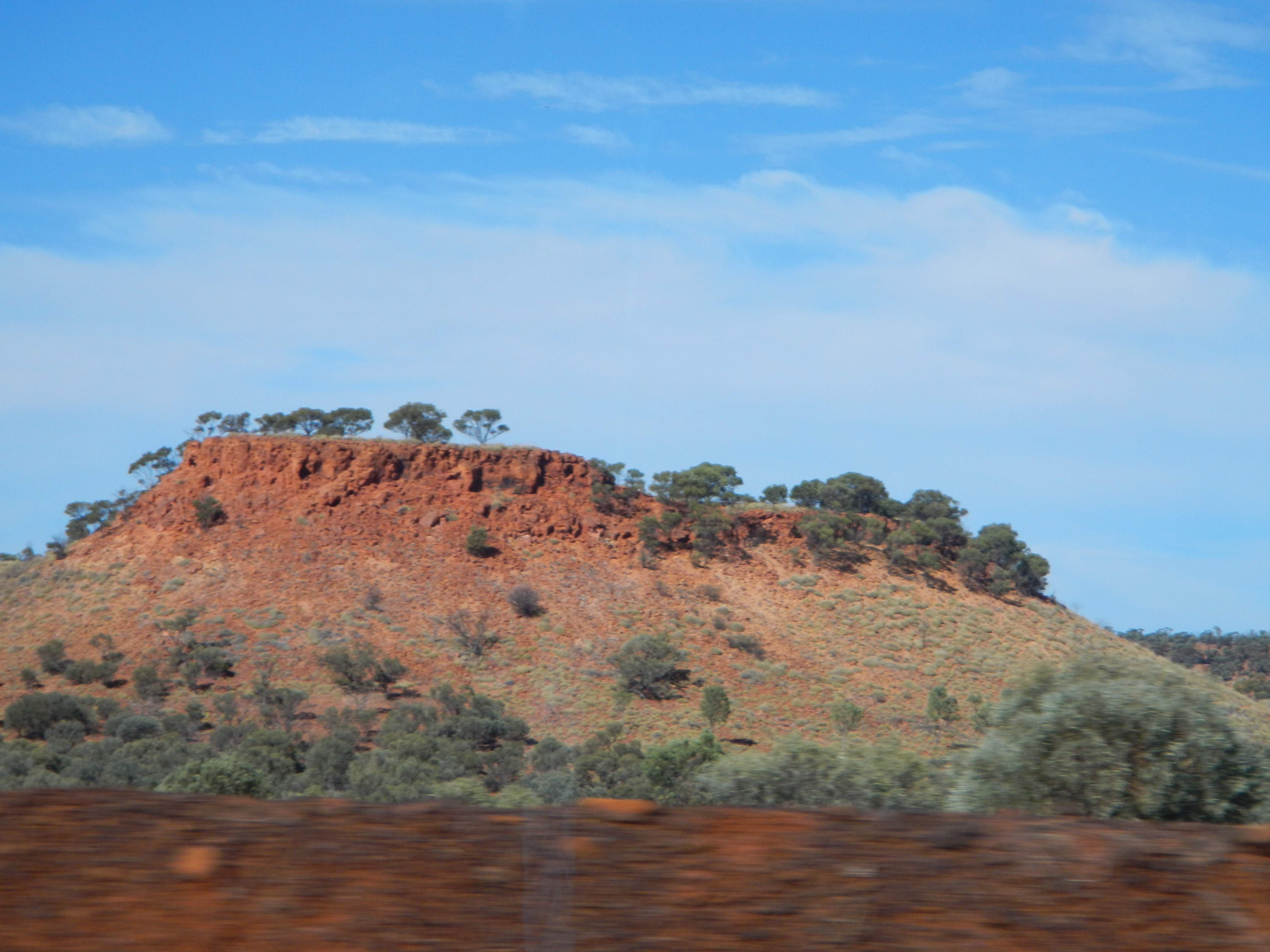
Paisagem do Outback Australiano

Os povos indígenas sempre responderam e  adaptaram-se às alterações climáticas, incluindo os indígenas da Austrália. Os aborígenes australianos existem na Austrália há dezenas de milhares de anos. Devido a esta habitação contínua, os australianos aborígenes observaram e adaptaram-se às alterações climáticas e ambientais por milénios, o que os posiciona de maneira única para serem capazes de responder às alterações climáticas atuais. Embora essas comunidades tenham mudado e mudado as suas práticas ao longo do tempo, existe um conhecimento ecológico tradicional que pode beneficiar as comunidades locais e indígenas hoje. Este conhecimento faz parte das práticas culturais e espirituais tradicionais destas comunidades indígenas. As práticas estão diretamente ligadas à relação única entre os aborígenes australianos e as suas paisagens ecológicas. Essa relação resulta num sistema socioecológico de equilíbrio entre humanos e natureza. As comunidades indígenas na Austrália têm conhecimento tradicional geracional específico sobre padrões climáticos, alterações ambientais e alterações climáticas. Estas comunidades adaptaram-se às alterações climáticas no passado e têm conhecimento que os não-indígenas podem utilizar para se adaptarem às alterações climáticas atualmente e no futuro.
Aos povos indígenas não foram oferecidas muitas oportunidades ou plataformas suficientes para influenciar e contribuir com os seus conhecimentos tradicionais para a criação das atuais políticas internacionais e locais associadas à adaptação às alterações climáticas. No entanto, os povos indígenas avançaram nessa realidade, criando as suas próprias plataformas e tentando ser membros ativos na conversa sobre as alterações climáticas, inclusive em reuniões internacionais. Especificamente, os povos indígenas da Austrália têm conhecimento tradicional para se adaptarem às crescentes pressões das alterações ambientais globais.
Embora parte desse conhecimento tradicional não tenha sido utilizado e possivelmente perdido com a introdução de colonos brancos no século XVIII, recentemente as comunidades começaram a revitalizar essas práticas tradicionais. O conhecimento tradicional aborígene australiano inclui linguagem, práticas culturais, espirituais, mitologia e gestão da terra.

#### Respostas às alterações climáticas
O conhecimento indígena foi passado de geração em geração com a prática da tradição oral. Dada a relação histórica entre a terra e as pessoas e o ecossistema maior, os australianos aborígenes optam por ficar e adaptarem-se de forma semelhante os seus ancestrais antes deles. Os australianos aborígenes observaram alterações ambientais de curto e longo prazo e estão altamente cientes das alterações climáticas e do tempo. Recentemente, os anciões começaram a ser utilizados por comunidades indígenas e não indígenas para compreender o conhecimento tradicional relacionado com a gestão da terra. Isto inclui conhecimento sazonal significa conhecimento indígena referente ao clima, ciclos sazonais de plantas e animais e gestão da terra e da paisagem. O conhecimento sazonal permite que as comunidades indígenas combatam as alterações ambientais e podem resultar em sistemas socioecológicos mais saudáveis. Grande parte do manejo tradicional da paisagem e da terra inclui manter a diversidade de flora e fauna como alimentos tradicionais. Os calendários ecológicos são uma estrutura tradicional usada pelas comunidades aborígenes australianas. Estes calendários ecológicos são uma forma das comunidades indígenas organizarem e comunicarem o conhecimento ecológico tradicional. Os calendários ecológicos incluem ciclos climáticos sazonais relacionados a modos de vida biológicos, culturais e espirituais.

## Mitigação
A mitigação das alterações climáticas concentra-se nas medidas tomadas para reduzir as emissões de gases de efeito estufa. É o conjunto de medidas preventivas adotadas para conter o aquecimento global e as alterações climáticas. Exemplos seriam investir em combustível limpo e usar energia renovável, como energia eólica e solar.
Internacionalmente, a Austrália comprometeu-se como parte do Acordo de Paris a reduzir as emissões em 43% até 2030 e atingir zero emissões líquidas até 2050. Internamente, a Lei de Energia Limpa de 2011 aborda os GEE com um limite de emissões, preço do carbono e subsídios. As emissões do setor elétrico são abordadas por metas de Energia Renovável em várias escalas, Agência Australiana de Energia Renovável (ARENA), Corporação Financeira de Energia Limpa (CEFC), referências de captura e armazenamento de carbono e tarifas de alimentação em painéis solares. As emissões do setor industrial são abordadas pelo programa Oportunidades de Eficiência Energética (EEO). As emissões do setor da construção são abordadas por códigos de construção, padrões mínimos de desempenho energético, programa de Divulgação de Edifícios Comerciais, obrigações estaduais de economia de energia e a Iniciativa Nacional de Economia de Energia. As emissões do setor dos transportes são abordadas por meio de créditos fiscais de combustível reduzidos e padrões de desempenho de emissões de veículos. As emissões do setor agrícola são abordadas pela Carbon Farming Initiative e pelas leis estaduais de desmatamento. As emissões do setor de uso do solo são abordadas pelo Clean Energy Future Package, que consiste no programa Carbon Farming Futures, Diversity Fund, Regional Natural Resources Management Planning for Climate Change Fund, Indigenous Carbon Farming Fund e programa Carbon Farming Skills.
De acordo com a CSIRO e o Garnaut Climate Change Review, espera-se que as alterações climáticas tenham vários efeitos adversos em muitas espécies, regiões, atividades e muitas infraestruturas e áreas da economia e saúde pública na Austrália. O Relatório Stern e o Relatório Garnaut em geral esperam que estes superem os custos de mitigação.
O Instituto de Recursos Mundiais identifica a incerteza política e a dependência excessiva dos mercados internacionais como as principais ameaças à mitigação de GEE da Austrália.

### Políticas e legislação para alcançar a mitigação

#### Acordo de Paris
O acordo de Paris é um acordo juridicamente internacional adotado na COP 21, o seu principal objetivo é limitar o aquecimento global a menos de 1,5 graus Celsius, em comparação aos níveis pré-industriais. As Contribuições Nacionalmente Determinadas (CND) são os planos de combate às alterações climáticas adaptados para cada país. Cada parte do acordo tem objetivos diferentes com base nos seus próprios registos climáticos históricos e nas circunstâncias do país. Todas as metas para cada país são declaradas na sua CND.
A meta da Austrália em relação às reduções em relação aos níveis do ano de 2005:
- Redução de 26 a 28% dos gases de efeito estufa (GEE) até 2030 em relação aos níveis de 2005.[157] Em 2022, o novo governo australiano declarou oficialmente a atualização das metas para redução de 43% até 2030 e emissões líquidas zero até 2050.[158]
- Gases abrangidos nas reduções: Dióxido de carbono (CO2), Metano (CH4), óxido nitroso (N20), Hidrofluorocarboneto (HFCs), Composto perfluorado (PFCs), Hexafluoreto de enxofre (SF6) e Trifluoreto de nitrogênio (NF3).[157]

Os países têm diferentes formas de atingir as metas estabelecidas, dependendo dos recursos. A abordagem desenvolvida pela Austrália para apoiar o plano de alterações climáticas das NDC é a seguinte: 
- Possibilitando novas tecnologias com baixas emissões e promovendo o crescimento económico.
- Estabelecer exportações regionais de hidrogénio para fortalecer a indústria do país e financiar pesquisas de campo e viabilizar a distribuição.
- Melhore a infraestrutura de carregamento e reabastecimento para permitir que empresas e frotas integrem novas tecnologias de veículos mais sustentáveis.
- O país criou um fundo de desenvolvimento destinado a projetos de captura de dióxido de carbono. O fundo é para armazenamento, uso e captura de carbono.
- Investimentos Em desenvolvimento tecnológico que reduza emissões nos setores de agricultura, indústria, transporte e manufatura.
- Pacote de soluções climáticas para aumentar o investimento em projetos de geração de energia limpa. O pacote também inclui fundos extras para apoiar o desenvolvimento nos setores de difícil acesso.
- A Austrália tem uma obrigação legalizada para os principais setores emissores no país onde as emissões devem ser mantidas abaixo da sua linha de base.

A Austrália, por meio de fundos como o fundo de redução de emissões da Austrália, contribuiu com 60 milhões de toneladas de redução de gases de efeito estufa. O fundo permite que as empresas ganhem créditos de carbono. Isso é feito armazenando ou prevenindo emissões por meio de novas técnicas sustentáveis.

## Adaptação

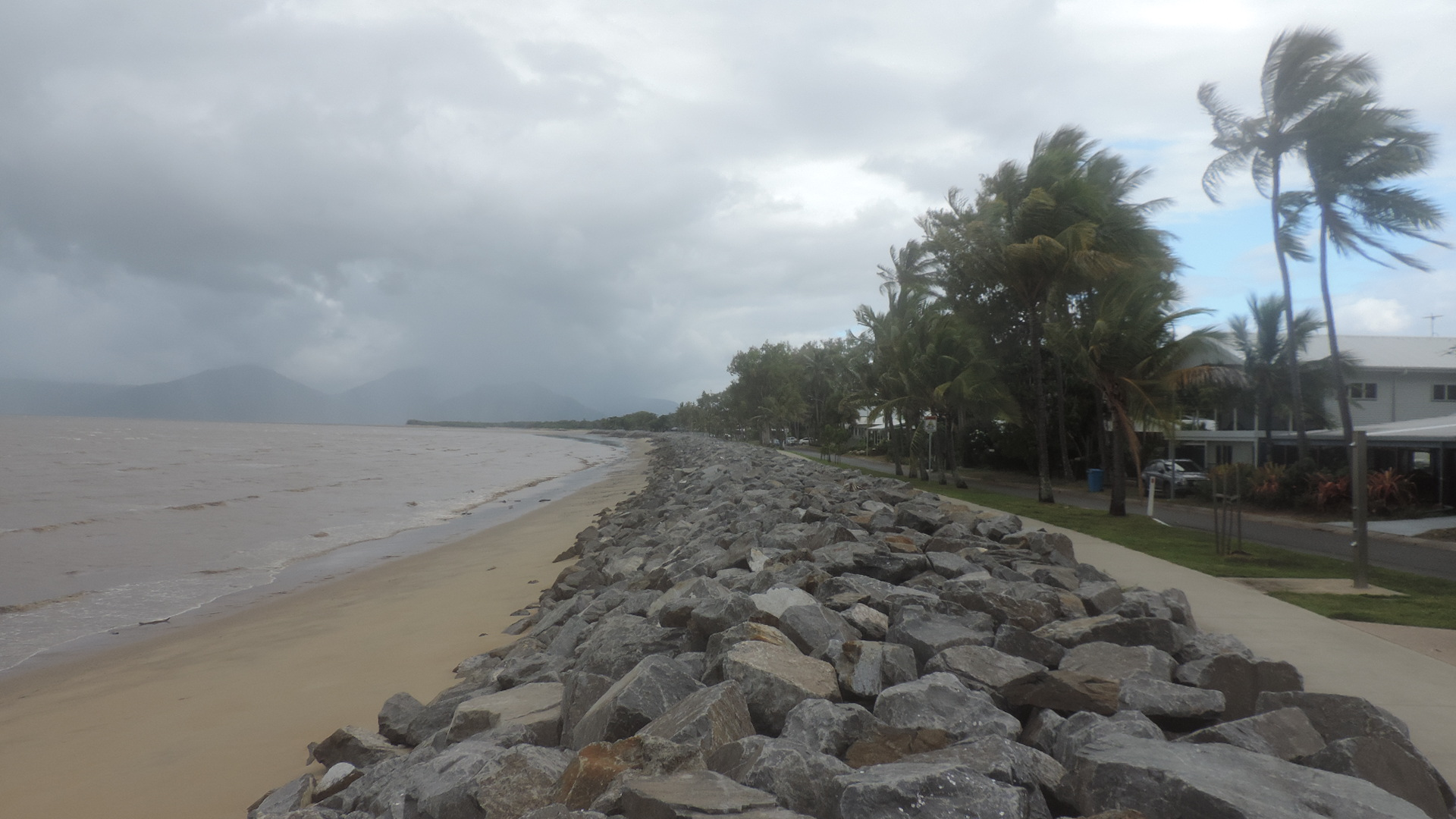
Paredão na praia de Machans, Queensland

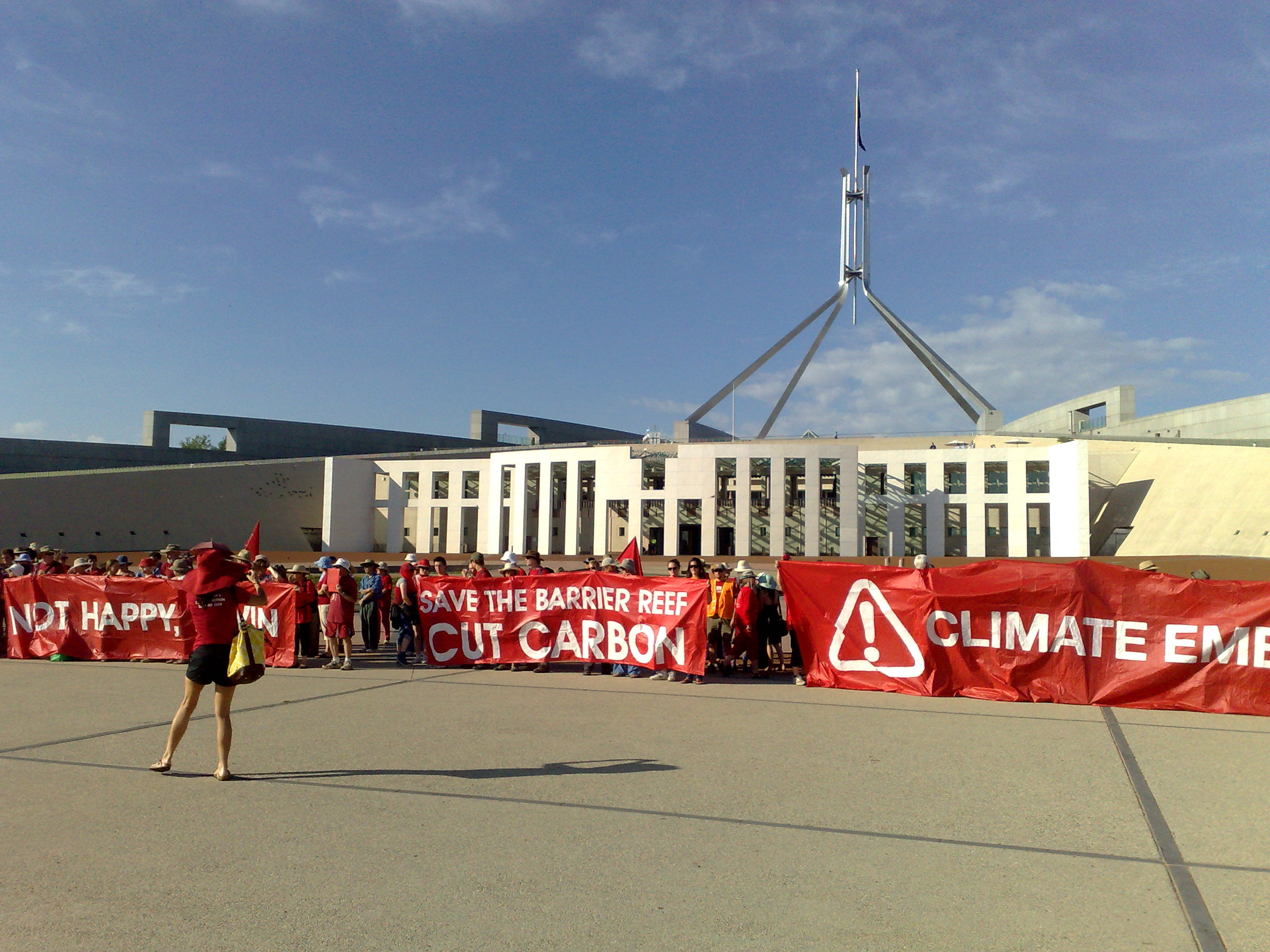
Manifestantes da Cimeira de Ação Climática fora do Parlamento da Austrália, Camberra

De acordo com o Relatório de Avaliação de 2001 do IPCC, não importa quanto esforço seja feito para mitigar as mudanças climáticas, algumas mudanças climáticas não podem ser evitadas. O relatório compartilhou que a adaptação às alterações climáticas deve complementar os esforços de mitigação. A adaptação é a abordagem que se concentra em aliviar os problemas atuais causados pelo aquecimento global e pelas alterações climáticas. É a tentativa de conviver com as alterações no meio ambiente e na economia que o aquecimento global gerou e continuará a gerar. Em suma, trata-se de tomar medidas para lidar com os problemas causados pelo aquecimento global e pelas alterações climáticas. Os exemplos incluem a construção de melhores defesas contra inundações e evitar a construção de áreas residenciais perto de áreas baixas e propensas a inundações. Em cidades com vulnerabilidade comprovada às alterações climáticas, o investimento provavelmente exigirá o fortalecimento da infraestrutura urbana, incluindo sistemas de drenagem pluvial, abastecimento e estações de tratamento de água e proteção ou realocação de instalações de gestão de resíduos sólidos e geração de energia.
As regiões costeiras provavelmente precisarão de grandes investimentos em projetos de infraestrutura física, especificamente projetos relacionados aos efeitos do aumento do nível do mar. Projetos como a construção de barreiras de proteção contra a elevação do nível do mar, a construção de barragens para retenção e gestão de água, o redesenho e desenvolvimento de instalações portuárias e a melhoria dos sistemas de defesa nas áreas costeiras devem ser realizados.
Os formuladores de políticas federais, estaduais e territoriais apoiaram um Plano de Ação Nacional de Biodiversidade e Alterações Climáticas que trabalha para se adaptar aos impactos das mudanças climáticas e gerir os efeitos sobre a vida selvagem.